# Вилхелм Ернст
Вилхелм Ернст (на немски: Wilhelm Ernst; * 19 октомври 1662, Бланкенхайн; † 26 август 1728, Ваймар) от ерснестнските Ветини, е херцог на историческата област в Германия Саксония-Ваймар (1683 – 1728). 

## Живот
Той е по-малък син на Йохан Ернст ІІ фон Саксония-Ваймар (1627 – 1683) и принцеса Кристиана Елизабет фон Холщайн-Зондербург-Францхаген (1638 – 1679).
Заедно с брат си Йохан Ернст III от 1676 г. той следва в университет Йена. След смъртта на баща му през 1683 г., става херцог, заедно със своят по-малък брат Йохан Ернст III, с когото съуправлява (Mitherr). Йохан Ернст е алкохолик, поради което реално управлява Вилхелм Ернст.
Вилхелм Ернст се жени през 1683 г. за братовчедката си Шарлота Мария фон Саксония-Йена (1669 – 1703), дъщеря на херцог Бернхард фон Саксония-Йена и съпругата му Мари Шарлота (1630 – 1682). Бракът е бездетен.
Вилхелм Ернст става особено известен с конфликта му с Йохан Себастиан Бах, който от 1708 г. е дворцов органист и концертмайстор във Ваймар. Вилхелм Ернст хвърля Бах четири седмици в затвор, преди да го изгони от страната.
Той умира на 65-годишна възраст. Последван е от своя сърегент, племенника му Ернст Август I (1688 – 1748).